# Chambors
Chambors je francouzská obec v departementu Oise v regionu Hauts-de-France. V roce 2011 zde žilo 331 obyvatel. Chambors leží čtyři kilometry na jih od obce Trie-Château, na západě těsně sousedí s městem Gisors. Obcí protéká říčka Réveillon. Pamětihodností obce je kostel svatého Sulpicia. Od roku 2001 je starostou obce Didier Gougibus.

## Vývoj počtu obyvatel

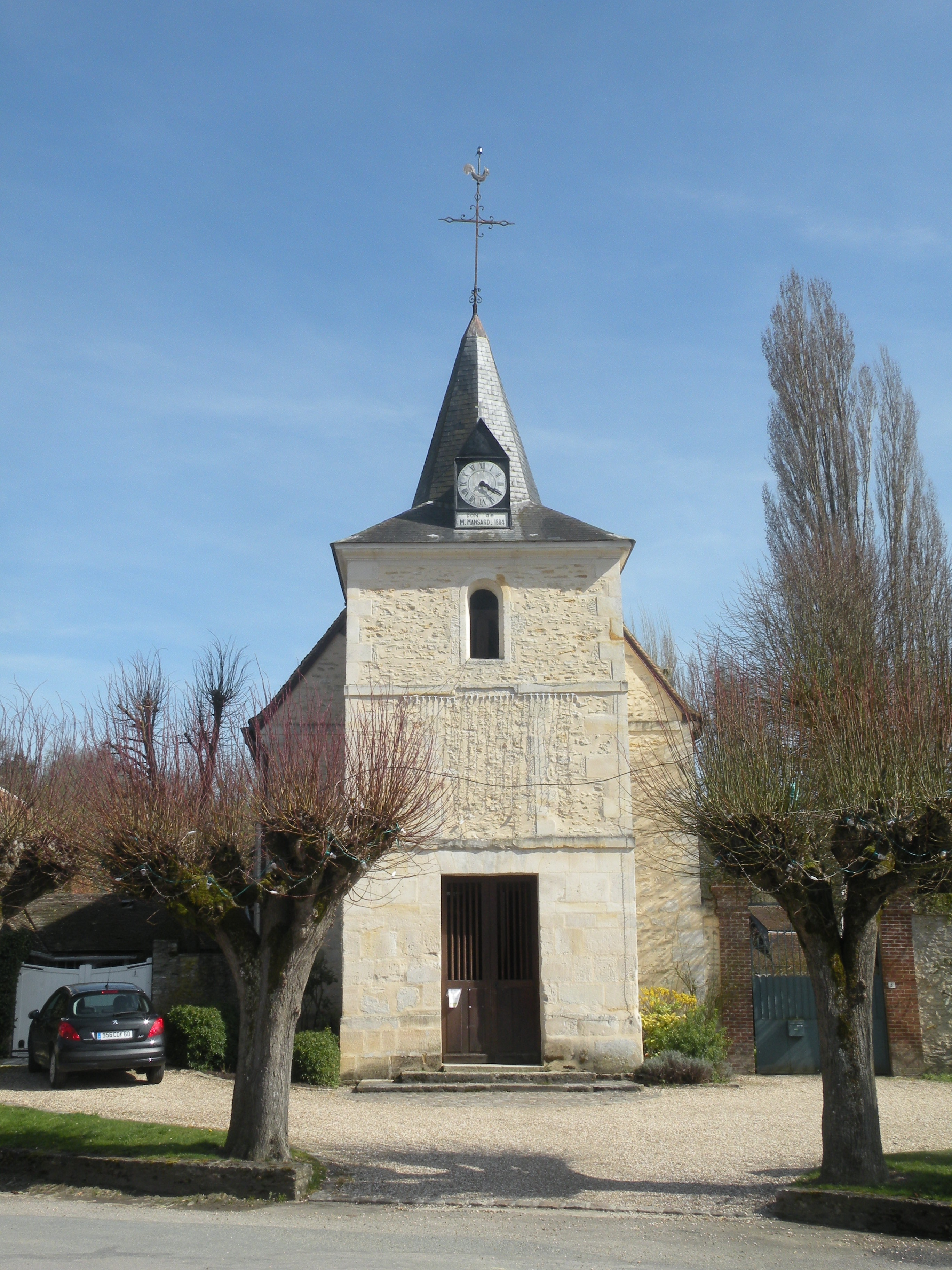
Kostel svatého Sulpicia v Chambors

Počet obyvatel 